# Georgiy Chicherin
Die Georgiy Chicherin (russisch Георгий Чичерин) ist ein Flusskreuzfahrtschiff, das im Jahre 1988 in der DDR im VEB Elbewerften Boizenburg/Roßlau in Boizenburg gebaut wurde und zur Dmitriy Furmanov-Klasse, Projekt 302, Serie II gehört. Das Schiff wurde nach dem russischen Politiker Georgi Wassiljewitsch Tschitscherin benannt. Die deutsche Bezeichnung war BiFa 129М (Binnenfahrgastschiff 129 Meter) und die Baunummer 394. Das Schiff wird von Vodohod auf der Kreuzfahrt-Strecke Sankt Petersburg – Mandrogi – Kischi – Gorizy (Scheksna) – Uglitsch – Moskau eingesetzt.

## Geschichte
Das Flusskreuzfahrtschiff mit vier Passagierdecks wurde 1988 für die Reederei „Wolschskoje Objedinjonnoje Retschnoje Parochodstwo“ (Wolga-Flussreederei) in Gorki gebaut. Es gehört zu einer 1983 bis 1991 hergestellten Baureihe von 27 + 1 (Vladimir Vysotskiy – nicht beendet) Schiffen der Dmitriy Furmanov-Klasse, eine Weiterentwicklung der Vladimir Ilyich-Klasse von derselben Werft. Der Stapellauf erfolgte am 6. November 1987, wonach Rumpf, Haupt- und Mitteldeck einzeln über die Elbe flussabwärts nach Hamburg abgeschleppt wurden, denn die Brückenhöhe an der Elbe war für die Schiffe von Projekt 302 nicht ausreichend. Der Zusammenbau erfolgte in Hamburg und Restarbeiten auf der Werft in Wismar, wo auch ein Dieselantrieb mit drei Hauptmotoren aus Gorki (Sowjetunion) installiert wurde. Am 6. Oktober 1988 wurde die sowjetische Flagge gehisst, und dieser Tag gilt als Geburtstag des Schiffes. Die Georgiy Chicherin wurde im Winter 1988/1989 als Hotel in Riga betrieben und 1989 auf den Strecken von Leningrad bis Astrachan in der Sowjetunion. Im Herbst 1991 fuhren die Schiffe Georgiy Chicherin, Lenin, Leonid Sobolev,  Yuriy Andropov und Zosima Shashkov zur Weltausstellung Expo’92 nach Spanien, wo sie als Hotel eingesetzt wurden.

## Ausstattung
Alle komfortablen 1-, 2- und 4-Bett-Kabinen sind ausgestattet mit Klimaanlage, Kühlschrank, Dusche und WC, 220-V-Anschluss und haben große Fenster (ausgenommen am unteren Deck). An Bord sind Restaurant und Bar-Restaurant, zwei Bars, Veranstaltungsraum, Sonnendeck mit Liegestühlen, Musiksalon, Sauna.